# Viola
Viola, tiếng Việt vĩ cầm trầm hay trung đề cầm là một loại đàn thuộc cùng họ với vĩ cầm. Về kích thước, viola nằm giữa vĩ cầm và trung vĩ cầm; theo cách nói đơn giản, nó là vĩ cầm được phóng to hơn một chút để tạo nên một số nốt trầm hơn mà vĩ cầm không thể có.
Về kỹ thuật, các thủ pháp tương tự như vĩ cầm, nhưng thế bấm của tay trái doãng rộng hơn. Khi chơi, đuôi của viola dựa trên vai của nhạc công như khi chơi vĩ cầm.
|  |

Đàn viola còn là loại đàn khá nổi tiếng.Viola đã được phổ biến rộng rãi từ thế kỉ 18 đến 20